# Der Tod des Handlungsreisenden (1963)
Der Tod des Handlungsreisenden ist ein deutscher Fernsehfilm von 1963, der auf dem Drama Tod eines Handlungsreisenden (Originaltitel: Death of a Salesman) von Arthur Miller basiert.

## Personen und Handlung
Der New Yorker Handelsvertreter Willy Loman glaubt unerschütterlich an den Amerikanischen Traum, obwohl er es nie zu Wohlstand gebracht hat und es mit seiner Verkaufsleistung bergab geht. Er scheint geistig zu verwirren; immer öfter erscheint ihm sein älterer Bruder Ben, der vor Jahrzehnten nach Alaska auswanderte und reich wurde. Als eine Geschäftsidee von Willys Söhnen Biff und Happy fehlschlägt und Willy auch noch entlassen wird, begeht er Suizid, da er glaubt, durch seine Lebensversicherung der Familie tot mehr nützen zu können als lebend.
Genaueres zur Handlung, den Personen und Interpretationsansätzen findet sich im Artikel zur literarischen Vorlage:

## Produktion
Der Film wurde vom Bayerischen Rundfunk gedreht und am 12. September 1963 zum ersten Mal ausgestrahlt.